# Observatoire national de l’artificialisation des sols
L'Observatoire national de l'artificialisation des sols (ONAS), créé en mai 2019, est le dispositif français de suivi qui doit « permettre d’établir des orientations opérationnelles efficaces pour contraindre l’artificialisation des sols » (concept proche de celui qui, dans le code de l'urbanisme est désigné par l'expression « consommation d'espaces naturels, agricoles et forestiers »), dans le cadre du Plan pour la biodiversité (plan national pour la biodiversité dans sa version du 4 juillet 2018 ). L'observatoire est un « outil adossé au Plan biodiversité ». Il a pris la forme d'une plate-forme en ligne ouverte à tous, permettant de suivre l’évolution de l'artificialisation et (à terme) d'évaluer si l’objectif  « zéro artificialisation nette » (ZAN) est atteint.
Le dispositif complète le travail d'autres observatoires sur la biodiversité, les paysages, la consommation de sols agricoles, etc. généralement avec une approche état, pressions, réponse, via la production d'indicateurs et de cartes. Il est amené à se développer « tant sur le plan bibliographique que sur les données et indicateurs en fonction de la technologie disponible ».

## Histoire

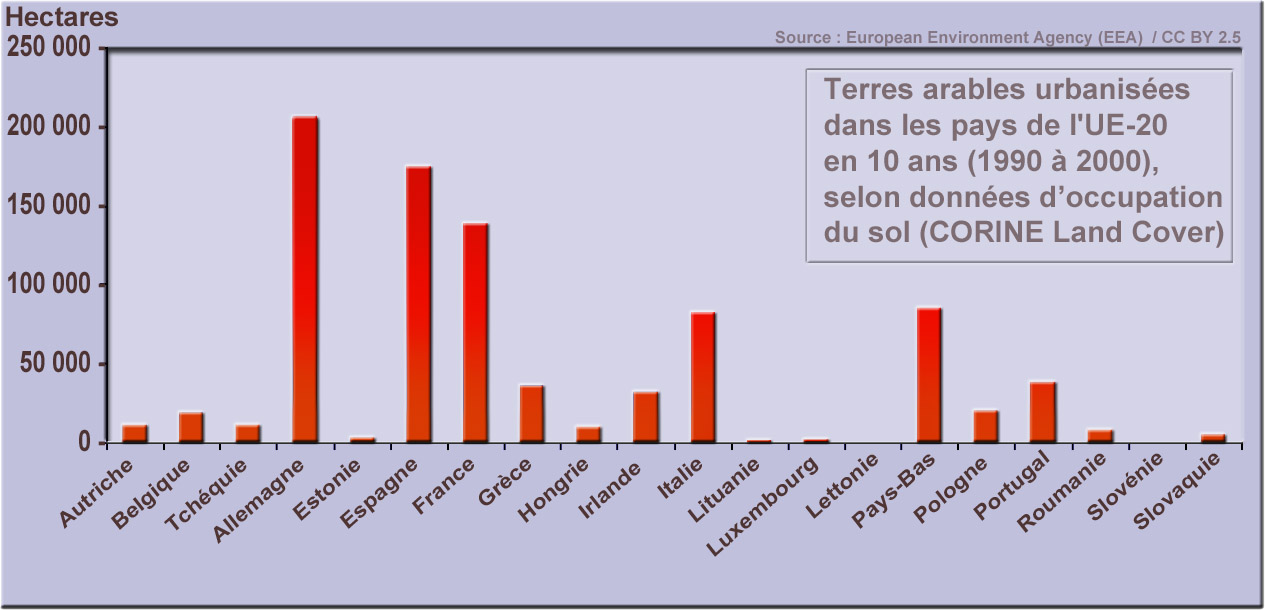
La France, avec l'Espagne et l'Allemagne, fait partie, selon l'Agence européenne pour l'environnement, des vingt pays européens qui ont en dix ans perdu le plus de sols agricoles (transformés en routes, immeubles, zones d'activité…), selon la mise à jour de la carte européenne d'occupation du sol Corine Land Cover.

En France comme dans le reste du monde, les sols agricoles tendent à se dégrader et le bâti ne cesse de s'étendre en imperméabilisant ou détruisant un volume croissant de sols, sols qui sont une ressource naturelle vitale pour l'humanité et de nombreuses espèces vivantes, et qui ont de nombreuses fonctions écopaysagères dont celles de support de production alimentaire, de puits de carbone, de milieu support pour la biodiversité et pour de nombreux services écosystémiques (une partie essentielle du cycle de l'eau notamment s'y déroule).
L'observatoire tire ses origines de la loi Grenelle 1 issue du Grenelle de l'environnement (2007), reprises par la mise à jour (mai 2011) de la stratégie nationale pour la biodiversité, via le Plan Biodiversité de la France qui prévoit de lutter contre l’artificialisation des sols et du territoire, avec un objectif « zéro artificialisation nette » (ZAN)  à terme, en cohérence avec les objectifs de développement durable de l'ONU (Objectif de développement durable no 15 : vie terrestre) et la « feuille de route pour une Europe efficace dans l’utilisation des ressources » de 2011, qui veut d'une part freiner ou stopper la dégradation des sols et d'autre part stopper la croissance des surfaces artificialisées. 
En 2019 (23 mai), le premier Conseil de défense écologique a décidé la création de cet observatoire de l'artificialisation. Ses données sont nécessaires pour l'évaluation des politiques publiques nationales, régionales (SRADDET...) et plus locales (SCOT, PLU, PLUi...). Sa mise en place s'est faite sous l'égide de la Direction générale de l'Aménagement, du Logement et de la Nature, et sous maîtrise d’ouvrage des ministères chargés de l'agriculture et de l'écologie, qui ont souhaité une approche centrée sur les utilisateurs et pédagogique. La Plate-forme en ligne a été ouverte mi-2019 et va peu à peu se développer, en particulier pour s'étendre de la métropole aux territoires d'Outre-Mer.

## Missions
Cet observatoire est missionné pour évaluer (qualitativement et quantitativement), le degré d'artificialisation du territoire et les évolutions géographique et temporelle de cette anthropisation des paysages, des écosystèmes et des terres arables. Ses données permettront d'établir des tendances (prospective) afin de mieux évaluer l'efficacité des mesures prises et, d'autre part, des effets de cette artificialisation sur la diversité biologique, la santé, les prix du foncier, etc..  
Il produit des indicateurs environnementaux faisant référence pour objectiver et quantifier l'artificialisation en France et faire mieux prendre conscience de ses enjeux.

## Fonctionnement de l'ONAS
L’ONAS est un dispositif partenarial associant synergiquement trois établissements publics :
- le CEREMA, qui y intègre des ressources bibliographiques, fournit des données (dont sur la consommation d'espace), choisit des indicateurs et des mesures d'accompagnement… en exploitant les Fichiers fonciers de la DGFiP (base de données d'origine fiscale, présente à une échelle fine et sur l’intégralité du territoire) qu'il étudie depuis longtemps (datafoncier.cerema.fr) ;
- l'IGN, source de données sur la forêt et l'occupation des sols (à partir de l'imagerie satellitaire et aériennes) ;
- l'IRSTEA, qui vient en appui pour ses compétences en analyse cartographique, écologique et sur la naturalité.

## Échelles géographiques et temporelles de travail
Cet observatoire travaille de manière multi-scalaire, c'est-à-dire sur des pas de temps plus ou moins long et aux grandes échelles territoriales, en s'arrêtant toutefois, au moins dans un premier temps au niveau communal et à une période décennale. 

## Information accessible et objectifs opérationnels
Cet observatoire produit un état de l'évolution des surfaces artificialisées de 2009 à 2020 (pas de temps annuel, sur 11 années du 1er janvier 2009 au 1er janvier 2020), notamment utile pour les documents d'urbanisme qui doivent réaliser un historique de leur consommation d'espaces durant les dix dernières années, comme demandé par le code de l'urbanisme. Une différenciation par type de destination  (habitat, activités, mixtes et inconnues) et par territoires est aussi proposée. À ses débuts, l'observatoire compile les données de neuf bases : les fichiers fonciers (bâti et non bâti), l’OCS GE (données vectorielles d'occupation du sol), le mode d'occupation du sol (de l'Île-de-France), Corine Land Cover (données biophysique d'occupation des sols et de son évolution), Géoportail de l’urbanisme (documents d'urbanisme et servitudes d'utilité publique numérisés) et BD TOPO (la partie topographique du Référentiel à grande échelle national, RGE) ; ensuite les bases Teruti-Lucas (résultats d'enquêtes statistiques annuelles) et Sitadel (statistiques sur les permis de construire) devraient être intégrées. 
Avec le temps l'observatoire produira ou contribuera à produire  :
- des bases de données transparentes et permettant des comparaisons à toutes les échelles territoriales ;
- des indicateurs ;
- des analyses prospectives (tendances, scénarios, etc.) ;
- des cartographies dynamiques, avec plusieurs indicateurs en adéquation avec le sujet, téléchargeable « pour rendre ces données parfaitement ouvertes » ;
- des bilans nationaux, actualisés chaque année (état des lieux de la consommation d’espaces).

## Objectifs généraux, scientifiques, culturels et pédagogiques
L'ONAS produit des données harmonisées (interopérabilité des bases de données, reproductibilité d'une année sur l'autre et traçabilité sur une décennie glissante...) qui doivent mieux et plus rapidement répondre à divers engagements de la France, dont ceux :
- de Rio en juin 92 (chaque pays signataire de la Convention sur la diversité biologique - ou CDB,  s'est engagé à fournir des indicateurs de suivi de la biodiversité, et l'artificialisation des sols en est l'un des indicateurs majeurs) ;
- de la Convention d'Aarhus et de la directive européenne qui l'a traduite dans le droit européen[7] ;
- de la stratégie nationale pour la biodiversité française, pour laquelle « les indicateurs retenus doivent pouvoir être mobilisés, adaptés et déclinés en fonction des besoins de chacun »[8].

#### Observatoires des sites et sols pollués
- BASIAS et BASOL (en France)